# Фрајкори
Фрајкори (њем. Freikorps — букв. „слободни корпуси”) биле су њемачке добровољачке јединице које су постојале од 18. до почетка 20. вијека, чији су се припадници ефикасно борили као плаћеници, без обзира на властиту националну припадност. На њемачком говорном подручју, прво тзв. фрајкори (њем. Freie Regimenter — „слободни пук”) формирани су у 18. вијеку од домаћих добровољаца, непријатељских одметника и дезертера и криминалаца. Ове понекад егзотично опремљене јединице дјеловале су као пјешадија и коњица (или ријетко као артиљерија), понекад само као чета, понекад у формацији до неколико хиљада припадника; било је и разних мјешовитих формација или легија. Пруски фајкори фон Крајста укључивали пјешадију, јагере, драгуни и хусари. Француски доброљовци саксонски били су комбинација улана и драгуна.
Након Првог свјетског рата и током Њемачке револуције од 1918. до 1919, фрајкори су се углавном састојали од ветерана из Првог свјетског рата и оснивани су као десничарске парамилиције, које су се наводно бориле у име владе против њемачких комуниста, који су покушавали срушити Вајмарску републику. Међутим, фрајкори су такође презирали Републику и учествовали су у убиствима њених присталица. Фрајкори се сматрају претходницом нацизма, а многи припадници фрајкора придружили су се нацистичкој милицији, Штурмабтајлунг.

## Поријекло
Најранији фрајкори су били регрути Фридриха Великог током Седмогодишњег рата. Дана 15. јула 1759. године, Фридрих је наредио стварање првог ескадрона хусарских добровољаца која би била везана са 1. хусарски пук. Он је повјерио стварање и командовање овом јединицом пуковнику Фридриху Вилхелму фон Клајсту. Овај први ескадрон (од 80 људи) основан је у Дрездену и највећим дијелом се састојао од угарских дезертера. Овај ескадром је постављен под команду поручника Јохана Михаела фон Ковача. На крају 1759. године, прва четири ескадрона фрајкорских драгуна. У почетку су то били пруски добровољци из Берлина, Магдебурга, Мекленбурга и Лајпцига, али су касније регрутовани и дезертери. Фрајкоре је редовна војска сматрала непоузданим, па су се углавном користили као стражари или за мање дужности.
Ови рани фрајкори су се појавили током Рата за аустријско насљеђе и посебно током Седмогодишњег рата, када су Француска, Пруска и Хабзбуршка монархија кренуле у ескалацију малим ратом, док су чувале своје регуларне снаге. Чак и током посљедњег сукоба, Рата за баварско насљеђе, фрајкорске формације су формиране 1778. године. Нијемце, Мађаре, Пољаке, Литванце и Јужне Словене, као и Турке, Татаре и Козаке, све зараћене стране су сматрале добрим борцима. Национална припадности многих војника више се није могла утврдити јер је етничко поријекло често непрецизно описивано у списковима пукова. Словени (Срби, Хрвати) често су називани Угарима или Хрватима, док су муслимански регрути (Албанци, Босански муслимани, Татари) називани Турцима.
За Пруску, пандури, које су углавном чинили Срби и Хрвати, били су јасан модел организовања таквих „слободних” снага. Фридрих Велики је створио четрнаест јединица „слободне пјешадије”, већином између 1756. и 1758, чији је циљ био да привуку оне војнике који жељели војну „авантуру”, али нису жељели војну обуку. Треба направити разлику између фрајкора насталих до 1759. за посљедње године рата, који су дјеловали самостално и реметили непријатеље изненадним нападима и слободне пјешадије која се састојала из разних војних грана (као што је пјешадија, хусари, драгуни и јагери). Често су кориштени за уклањање пандура Марије Терезе. У ери линијске тактике, лакше трупе су биле неопходне за терен, допуну и извиђачке дужности.

## Фрајкори у југословенским земљама
У југословенским земљама фрајкори су врбовани углавном међу избеглицама из Србије и Босне и употребљавани у рату између Аустрије и Турске 1788—1791. Војно уређење и фрајкорска дисциплина били су налик просјечној граничарској војсци: заповиједају им претежно граничарски официри и подофицири, али су на српском ратишту многи домаћи људи дошли до фрајкорских чинова. У Босни за вријеме рата од 1788—1791. фрајкори се организују уз граничне пукове: фрајкори личке, оточачке и слуњске регименте, босански фрајкор, Вукасовићев и славонски фрајкор. Босански фрајкори су били распоређени на граничарским пуковима уздуж босанско-хрватске границе од тромеђе Лике, Далмације и Босне па до ушћа Дрине у Саву. Они у аустро-турском рату служе аустријској војсци као извиднице, предстраже и као заштитнице и упадају четујући дубоко по Босанској крајини.
Познатији и изразито важнији били су фрајкори на подручју Србије. Први српски фрајкор образован је децембра 1787. од избјеглица из Србије, што су судјеловали у неуспјелом покушају освајања Београда на препад. Заповједник му је био Михаило Михаљевић, који ће све до краја рата остати на челу фрајкора у Србији. И у Србији је положај претходнице аустријске војске био првенствено задужење фрајкора. Пошто ова војска не прелази у Србију до 1788, то фрајкори сами ратују по њој, Коча Анђелковић у долини Мораве, а Михаљевић у западној Србији (Кочина крајина). И касније, када аустријска војска 1789. опсједа и заузима Београд, војне операције по Србији врше фрајкори. Они чисте земљу од Турака и штите повлачење аустријске војске 1790—1791. Дугорочни значај фрајкора у Србији огледа се у израженом народно-ослободилачком наличју покрета, као и искуству до којег су десетине хиљада Србијанаца дошли ратујући за аустријски рачун. Ово ће искуство вјешто искористити у Првом српском устанку 1804—1813.
Карађорђе и добар дио вођа првог српског устанка ратовали су као фрајкори у рату 1788—1791 који је завршен Свиштовским миром.
У мађарској револуцији 1848—1849. на страни Аустријанаца, поред неколико других фрајкора, помиње се и Турољска чета (80 људи) формирана 1848. у саставу трупа бана Јелачића.